# Упоротый лис

Упо́ротый лис (англ. stoned fox) — потрёпанного вида чучело лисы с выпученными глазами, сидящее на стуле. Автором чучела является британская таксидермистка Адель Морзе. Прозвище «упоротый лис» чучело получило из-за своего сходства со стереотипным представлением о внешнем виде наркоманов. Упоротый лис стал интернет-сенсацией, а в конце 2012 года чучело быстро стало в России интернет-мемом. С тех пор мем использовали для добавления в фотожабы, фотографии, видео и другие визуальные средства.

## История
Со слов Адель, на изготовление чучела ушло около года. Мастер использовала труп животного, попавшего в капкан. Лис стал первым созданным ею крупным чучелом, до этого она работала с мелкими животными. Свой внешний вид чучело приобрело из-за ошибок Адель Морзе во время работы. После завершения работы чучело целый год пролежало в коробке.
Спустя год после завершения работы над чучелом Адель решила продать его на аукционе eBay. В описании товара значилось, что лис был специально сделан таким необычным. Лис был куплен Майклом Бурменом 14 октября 2012 года за 330 фунтов стерлингов. Через некоторое время лис стал популярным героем «фотожаб» в Рунете.
В декабре 2012 года Упоротый лис стал прототипом плюшевой игрушки. В описании говорится, что такая игрушка станет отличным подарком «по любому случаю». Тогда же некий Алексей Невзоров решил привезти лиса в Россию и организовать выставку с ним. Он сообщил, что надеется открыть выставку в одном из залов Центра современного искусства «Винзавод». Помещение для экспозиции ему пообещали предоставить на две недели. Для выкупа лиса у владельца был организован сбор средств.
В марте 2013 года создательница лиса Адель Морзе подтвердила факт приезда в Россию и организации выставки, в рамках которой будет показан лис. Британка также упомянула, что надеется на помощь фанатов Упоротого лиса в формировании выставки: она намерена выбрать лучшие «фотожабы» со своим творением. Планировалось, что экспозиция будет показана в Geometria cafe. Начало выставки было назначено на 3 апреля.
Вскоре после объявления о начале выставки петербургское отделение партии «Коммунисты России» (КПЛО) обратилось к губернатору Петербурга Георгию Полтавченко с просьбой запретить проведение выставки. Их поддержали местные зоозащитники, а также депутат местного законодательного собрания единоросс Виталий Милонов, который призвал помешать проведению выставки. Руководители Geometria cafe после этого пообещали усилить охрану и меры безопасности. Сама Морзе все обвинения в свой адрес отвергла, пояснив, что является вегетарианкой и против жестокого обращения с животными. Также «Коммунисты России» пожаловались на Geometria cafe в Роспотребнадзор. Там пообещали провести проверку кафе. Однако позднее сообщили, что никаких оснований для проверки найдено не было. Тем временем Упоротый лис прибыл 3 апреля в Санкт-Петербург. Кроме того, у него появился аккаунт на сайте Twitter, где лис сообщает, что не связан с Лигой безопасного интернета, успел погулять по Петербургу и побывать в гостях у Виталия Милонова. Выставка с лисом прошла с 3 по 7 апреля. На открытии мероприятия присутствовали более сотни журналистов и посетителей, противники лиса встретили его одиночными пикетами. На пресс-конференции, где присутствовали создательница чучела Адель Морзе, его нынешний владелец Майк и множество журналистов, автор призналась, что не ожидала такого ажиотажа и сообщила, что ей уже поступили предложения снять лиса в кино. Кроме того, гостям Петербурга было предложено посетить Кунсткамеру, зоопарк, а также офис социальной сети ВКонтакте и встретиться с Павлом Дуровым. Посмотреть на лиса в итоге пришло около тысячи человек.
Разные СМИ и новостные издания по-разному отнеслись к открытию выставки с Упоротым лисом. Некоторые сетовали, что Виталий Милонов испугался прийти, другие называли зверька национальным героем и отмечали, что его приезд произвёл фурор. Корреспондент Ленты.ру счёл происходящее одним большим сумасшествием и замечательным образчиком российского коммерческого пиара, а противников зверька из партии «Коммунисты России» назвал настоящими ветеранами петербургского безумия и вирусного троллинга прессы. Другие издания смеялись над саморекламой петербургских общественных деятелей, связанной с ажиотажем вокруг чучела, и задавались вопросом, почему лис так популярен в России и почему питерские депутаты и общественники так сходят с ума от того, что очевидно безобидный и смешной интернет-персонаж навестил Северную столицу. Также было отмечено, что петербургские активисты сделали выставке самую лучшую пиар-кампанию. А Фонтанка.ру сравнила лиса с Чёрным квадратом.
Сразу по окончании выставки в Петербурге планировалось, что пройдёт выставка в Москве, но она была отменена по неизвестным причинам. По словам Адель Морзе, выставку отменили буквально в последнюю минуту, не сообщив причину отмены. В результате выставка в Москве состоялась позднее, 20 и 21 апреля, в музее эротики «Точка G» и «Музее СССР», правда, Адель Морзе приехать не смогла. Также в это время Упоротый лис появился в прямом эфире телеканала Дождь.
Позже лиса вновь привезли в Россию. С 24 по 26 мая он был выставлен в Москве, а с 31 мая по 2 июня 2013 — показан в Санкт-Петербурге.

## Популярность

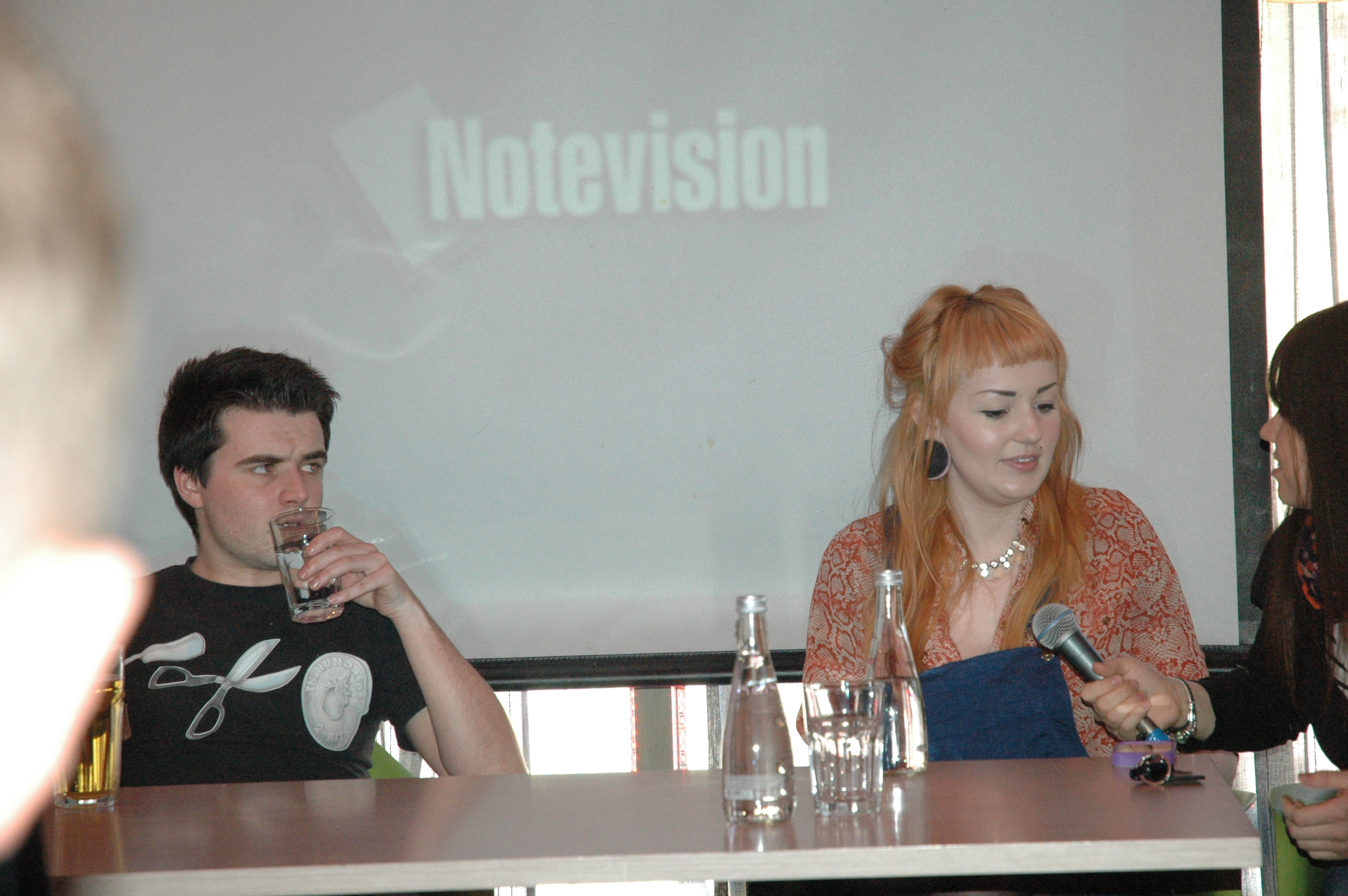
Майк Бурмен и Адель Морзе в Geometria Cafe

Упоротый лис стал популярен после появления его фотографии на сайте reddit.com в подборке фотографий с неудачно получившимися чучелами с этим персонажем. Создательница чучела удивлена популярностью лиса в России и количеством созданных фотожаб и макросов. Очень быстро появились коллажи, где Упоротый лис находится вместе с Бараком Обамой, Путиным, с ним же и Медведевым, с Лениным, Лео Месси, Андерсом Брейвиком, заседает в Госдуме, сидит на скамье подсудимых вместе с Pussy Riot и соседствует с прочими известными личностями. На вопрос о причинах популярности лиса в России Морзе ответила корреспонденту Daily Mail:
Я спросила, что такого в моем лисе, почему он им так нравится, и мне ответили, что он выглядит немного грустным и пьяным — это отражает настроение россиян. У него остекленевший взгляд, который они узнают, они думают, это символизирует нацию.
 Однако позднее Морзе пояснила, что таких слов не говорила и их придумал журналист. 14 мая на сайте leprosorium.ru Адель в очередной раз подтвердила, что эти слова являются выдумкой журналиста:
Я никогда этого не говорила! Сумасшедшие журналисты постоянно пишут то, что им кажется. Россия замечательна! И там куда больше трезвых людей, чем в Уэльсе, откуда я сама.
 Некоторые эксперты связывали популярность лиса с эстетизацией зла, безумием, страхом и смертью. А издание Полит.ру предположило, что резкая критика Виталия Милонова в адрес чучела может быть связана с тем, что он прочитал про него эту статью в Википедии. Некоторые блогеры шутили, что во взгляде чучела «вся печаль и боль» России, а автор надеется, что лис не является пиком её карьеры и собирается «упороть» новых чучел. Магазин Юлмарт в рамках визита Адель Морзе в Россию и создании ею документального фильма о приключениях лиса в России запустил рекламную акцию, предлагая своим клиентам «упороться вместе с лисом» и открыв конкурс с «30 000 товаров: упороться можно». Победители были выбраны Адель Морзе, вручение призов состоялось в присутствии сотен посетителей, пришедших на мероприятие, и самой Адель Морзе, прибывшей вместе с лисом.

По итогам визита в Петербург Адель Морзе поделилась, что очень рада поездке в Россию, что Петербург — очень красивый город; также она приобрела плюшевую копию Упоротого лиса себе на память. По её словам, благодаря лису её жизнь стала более интересной. «У меня появилось больше друзей, я смогла приехать в Петербург, о чём раньше не мечтала». Также она отметила, что ей очень лестно, что она оказалась для Виталия Милонова в одном ряду с Мадонной и Леди Гагой. По некоторым оценкам, Адель Морзе смогла заработать на популярности своего творения около 10 тысяч долларов. А владелец лиса, Майк, заметил:
Самое интересное для меня в этой истории — то, почему Лис стал так популярен именно в России. Это вполне соответствует западному стереотипу о безумной стране с сумасшедшими людьми. В Англии пользователи интернета, конечно, отреагировали на Лиса, но никому не пришло в голову, что его сделал драгдилер, как писали русские. Для вас Лис, видимо, значит что-то более глубокое.
Упоротый лис оказался втянут и в политическую борьбу. В апреле 2014 года, во время суда над Алексеем Навальным по обвинению в клевете на муниципального депутата Алексея Лисовенко, во время прений Навальный сравнивал Лисовенко с Упоротым лисом из-за особенностей его поведения.